# 벨리 돔

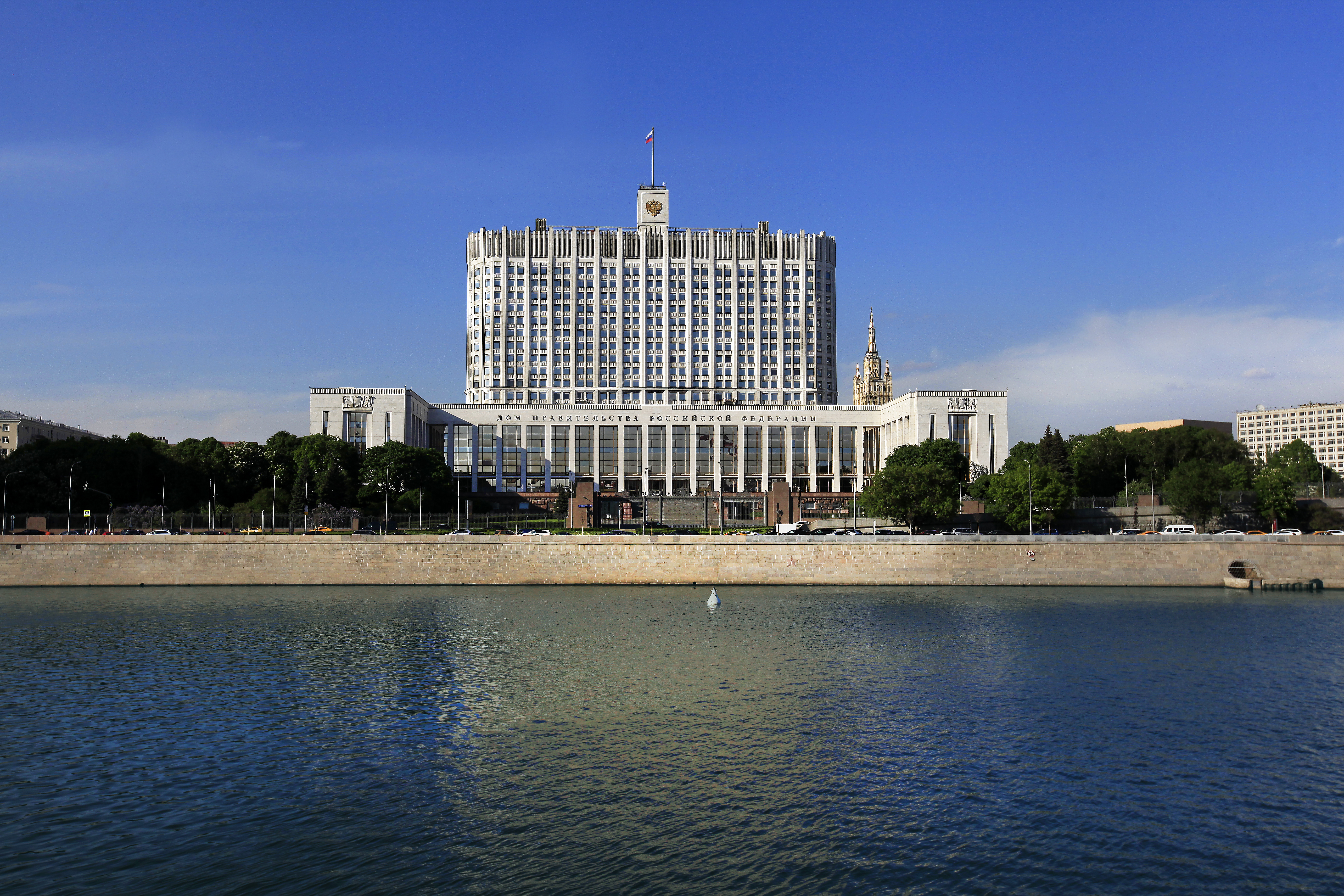
벨리 돔

벨리 돔(러시아어: Белый дом), 또는 공식 명칭 러시아 연방 정부 청사(러시아어: Дом правительства
Российской Федерации)는 은 러시아 모스크바에 위치한 건축물이다. 러시아 연방 정부 청사이며, 소련 시절에 러시아 소비에트 연방 사회주의 공화국 소련 인민대표대회가 있었기 때문에 러시아 최고 회의 건물로 알려져 있다.